# إيرمان أوزغور
إيرمان أوزغور (بالتركية: Erman Özgür)‏ هو لاعب كرة قدم تركي في مركز الوسط، ولد في 13 أبريل 1977 في كارتال في تركيا. شارك مع منتخب تركيا تحت 21 سنة لكرة القدم ومنتخب تركيا لكرة القدم. أما مع النوادي، فقد لعب مع أضنة دمير سبور وطرابزون سبور وعثمانلي سبور وغازي عنتاب سبور وقونية سبور ومرسين إيدمانيوردو.

## وصلات خارجية
- إيرمان أوزغور على موقع اتحاد تركيا (لاعب) (الإنجليزية)
- إيرمان أوزغور على موقع قاعدة بيانات كرة القدم.إي يو (الإنجليزية)
- إيرمان أوزغور على موقع عالم كرة القدم.نت (الإنجليزية)